# Unsleben
Unsleben település Németországban, azon belül Bajorországban. Lakosainak száma 951 fő (2023. december 31.). Unsleben Bastheim és Wollbach községekkel határos.

## Népesség
A település népessége az elmúlt években az alábbi módon változott:
| Lakosok száma | 895  | 1181 | 968  | 954  | 933  | 946  | 940  | 924  | 909  | 951  |
|               | 1875 | 1950 | 1975 | 2011 | 2013 | 2014 | 2016 | 2018 | 2021 | 2023 |